# 북미 국제 오토쇼
북미 국제 오토쇼(The North American International Auto Show, NAIAS) 또는 북미 국제 자동차 전시회(北美國際自動車展示會)는 주로 디트로이트 오토쇼로 불리는 자동차 전시회이며, 매년 미국 미시간주 디트로이트 시에서 열리고 있다.

## 역사
북미 국제 오토쇼는 1907년 디트로이트 시 리버사이트 파크 Beller's Beer Garden에서 처음 열렸다. 디트로이트 모터쇼는 매년 개최했으나 1943년~1952년 동안은 열리지 못했다. 1989년에는 북미 국제 오토쇼로 명칭이 변경되었고, 1961년부터 93,000 m²의 전시장을 보유한 코보 센터(Cobo Center)에서 개최되었다. 메트로 디트로이트 지역은 미국 빅 쓰리(Big Three) 자동차 회사(크라이슬러, 포드, 제너럴 모터스)의 본사가 위치한 곳이다 보니 세계적으로 중요한 모터쇼 중에 하나로 인정받고 있다.

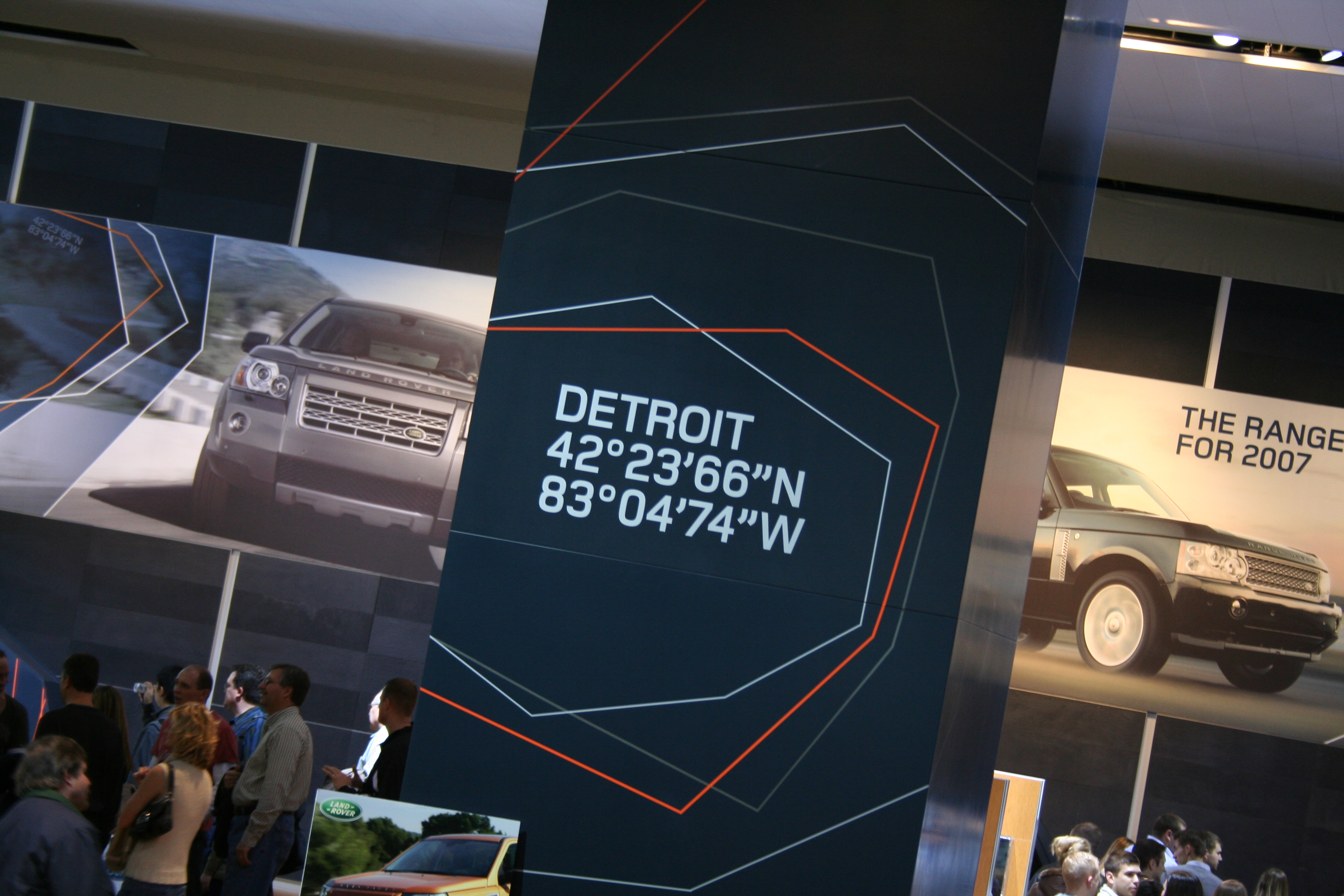
2007 북미 국제 오토쇼
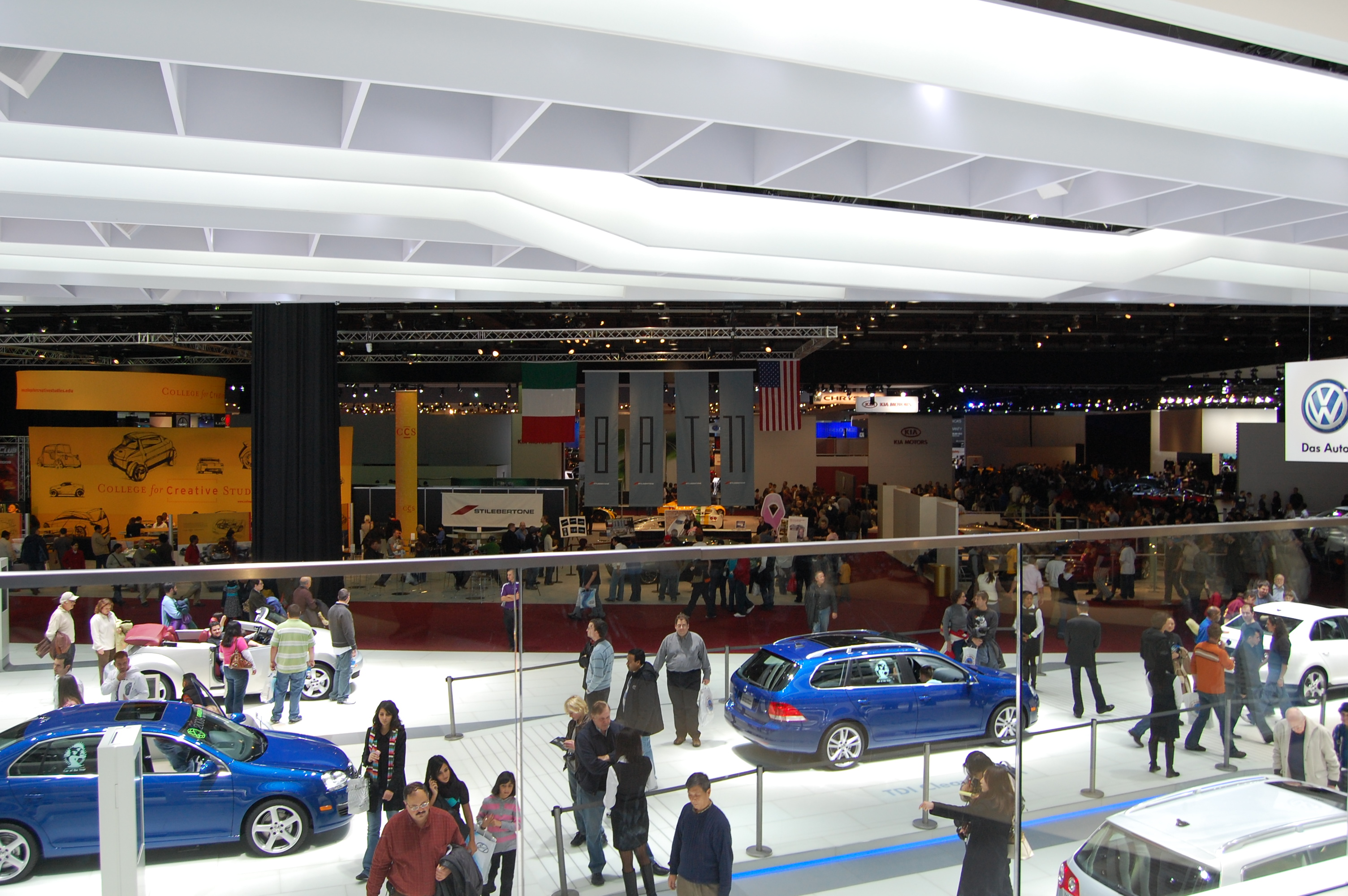
NAIAS 2009

## 2008년 전시회
2008년 전시회는 1월 13일부터 1월 27일까지 열렸다.
- 1월 13-15 — 프레스 데이
- 1월 16-17 — 인더스트리 데이
- 1월 18 — 프리뷰
- 1월 19-27 — 일반인 공개

### 올해의 자동차 시상식
시보레 말리부와 마쯔다 CX-9이 2008년 북미 인터내셔널 오토쇼 올해의 자동차에 선정되었다.

### 전시된 자동차 목록
| - 2009 아우디 TT - 2008 BMW 1 시리즈#컨버터블 (북미 데뷔) - 2009 BMW 335d (북미 데뷔) - 2009 BMW X5 - 2009 BMW X6 - 2009 캐딜락 CTS-V - 2009 시보레 콜벳 ZR-1 - 2009 닷지 Ram - 2009 포드 F-150 - 2009 혼다 파일럿 | - 2009 현대 제네시스 - 2009 기아 보레고 - 2009 마쯔다 RX-8 - 2009 메르세데스 벤츠 SLK-Class (북미 데뷔) - 2009 미쯔비시 랜서 - 2008 Scion xB RS 5.0 ("Mica Gold") - 2009 새턴 뷰 그린 라인 2-Mode 하이브리드 - 2009 쓰바루 포레스터 - 2009 도요타 벤자 - 2009 폭스바겐 파사트 CC |

### 전시된 컨셉트 자동차 목록
| - 아우디 R8 TDI - 뷰익 라이베리아#2007 컨셉트 자동차 (북미 데뷔) - BYD F6DM - 캐딜락 CTS 쿠페 컨셉트 - 캐딜락 Provoq (2008년 컨슈머 일렉트로닉스 쇼에 등장했던 모델) - 크라이슬러 에코보이저 - 닷지 ZEO - Fisker Karma - 포드 익스플로러#5세대 컨셉트 자동차 모델 - 포드 Verve - 허머 HX | - Jeep Renegade - 랜드로버 LRX - 링컨 MKT 컨셉트 - 렉서스 LF-A 로드스터(Roadster) - 마쯔다 Furai - 메르세데스 벤츠 Vision GLK Freeside - 미쯔비시 Concept-RA - 닛산 포럼 - 사브 9-4X BioPower - 새턴 플랙스트림 - 도요타 A-BAT |

## 같이 보기
- 북미 올해의 차